# Landvogtei (Baden)
Landvogteien bildeten in Baden zwischen 1803 und 1810 innerhalb der hierarchischen Gliederung der Verwaltungsstrukturen des Landes die dritte Stufe. Über ihnen standen die drei Provinzen, unter ihnen jeweils mehrere Ämter.

## 1803 bis 1807
Zur Integration der infolge des Reichsdeputationshauptschlusses von 1803 gemachten Gebietsgewinne erließ die badische Regierung mehrere Organisationsedikte, in denen sie auch für weite Teile des Landes die Errichtung von Landvogteien vorsah. Umgesetzt wurden nur in die im Norden gelegenen Landvogteien Dilsberg, Strahlenberg und Michelsberg. 1807 wurden sie ersatzlos aufgehoben.

## 1807 bis 1810
In Umsetzung der Rheinbundakte von 1806 wurden zahlreiche bis dahin reichsunmittelbare Herrscherhäuser und auch die Reichsritterschaft mediatisiert. Für ihre im Nordosten des Landes in einem breiten Streifen zwischen dem Neckar und dem Main nun unter badischer Landeshoheit stehenden Gebiete wurden neu die drei Landvogteien Mosbach, Wertheim und Miltenberg errichtet. Ihre Existenz endete, wie auch die der Provinzen, mit der 1809 beschlossenen und 1810 umgesetzten Verschlankung der Verwaltungsstrukturen. An ihre Stelle traten als nun einzige Mittelbehörde die Kreise.